# Karl-Ewald Tietz
Karl-Ewald Tietz (* 12. Dezember 1941 in Pammin, Pommern; † 2. November 2011) war ein deutscher Germanist, Pädagoge und Volkskundler.

## Leben
Der aus Hinterpommern stammende Karl-Ewald Tietz wuchs nach Ende des Zweiten Weltkriegs auf der Insel Rügen auf. An der Ernst-Moritz-Arndt-Universität Greifswald studierte er Pädagogik mit den Schwerpunkten Germanistik und Slawistik. Anschließend schlug er im Bereich Didaktik und Methodik der Deutschen Sprache und Literatur eine wissenschaftliche Laufbahn ein. Er wurde 1978 promoviert. Nach der Habilitation 1983 wurde er Professor an der Ernst-Moritz-Arndt-Universität Greifswald, wo er bis 1999 lehrte. Als Herausgeber und Verfasser veröffentlichte er zahlreiche Schriften und Aufsätze zur Methodik des Deutschunterrichts.
Tietz widmete sich der Geschichte und Literatur Vorpommerns und vor allem der Insel Rügen und gab Sammlungen von Märchen und Sagen aus Pommern, Deutschland und Europa heraus. Er war jahrelanges Beiratsmitglied der Europäischen Märchengesellschaft und 1992 Mitgründer und Vorsitzender der Ernst-Moritz-Arndt-Gesellschaft, in deren Auftrag er Schriften zum Leben und Werk Ernst Moritz Arndts herausgab. Die Kulturstiftung Rügen des damaligen Landkreises Rügen ehrte ihn 2007 mit dem Kulturpreis.

## Veröffentlichungen (Auswahl)
- Die Einbeziehung biographischen Wissens bei der Rezeption literarischer Werke im Deutschunterricht der Klassen 5 bis 10. Greifswald 1978.
- Untersuchungen zum Wiederaufgreifen und Einordnen literarischer Werke in übergreifende Zusammenhänge unter besonderer Berücksichtigung des Einsatzes von Unterrichtsmitteln im Literaturunterricht. Greifswald 1983.
- Karl-Ewald Tietz (Red.): Märchenland Europa. Zaubermärchen aus 32 europäischen Ländern. Haag und Herchen, Frankfurt am Main 1993.
- Elke Maier, Karl-Ewald Tietz, Adelheid Ulbricht: Aus Pommerns Sagenwelt. 4 Bde., 1993–1997.
- Karl-Ewald Tietz, Sabine Liskow: Hierzulande. Eine Lesereise durch Mecklenburg-Vorpommern. Lesebuch. 1994.
- Karl-Ewald Tietz, Gunnar Müller-Waldeck: Sehnsucht und Bitternis. Kurzprosa aus der DDR. Ein Lese- und Arbeitsbuch. 2 Bde., Cornelsen, Berlin 1994/1995.
- „... mit einem dichten Kranz von Volkssagen umrankt.“ Pommern und Rügen als Sagenlandschaft. Arndt-Museum, Garz auf Rügen 1999.
- Karl-Ewald Tietz, Wolfgang Urban (Hrsg.): Aus den Werken von Ernst Moritz Arndt. Sagen und Geschichten von der Insel Rügen. 2 Bde., Der Rüganer, Bergen 2003.
- Willi Passig (Hrsg.): „Er war kein lauter Autor“ Karl-Ewald Tietz über Max Dreyer. Ein Fragment. Edition Pommern, Elmenhorst/Vorpommern 2012, ISBN 978-3-939680-13-0.